# Promaque de Macédoine
Promaque (en grec ancien : Πρόμαχος, mort en 324 av. J.-C.) était un soldat de l'armée d'Alexandre le Grand. En 324 à Suse, lors d'un concours de boisson à l'occasion des funérailles du philosophe indien Calanus, il a bu l'équivalent de treize litres de vin pur et a remporté le premier prix.
Il est mort trois jours plus tard, tout comme quarante et un autres participants au concours.

## Sources
1. ↑  « Plutarch • Life of Alexander (Part 7 of 7) », sur penelope.uchicago.edu (consulté le 11 mars 2022)
2. ↑  (la) Pausanias, Graeciae Descriptio